# Wolfgang Ullrich
Pour les articles homonymes, voir Ullrich.
Wolfgang Ullrich, surnommé Docteur Ullrich, (né le 27 août 1950 à Vienne) était le directeur d’Audi Sport, la division sportive du constructeur automobile allemand Audi, de novembre 1993 à décembre 2016. Sous sa direction, Audi a remporté treize fois les 24 Heures du Mans en 2000, 2001, 2002, 2004, 2005, 2006, 2007, 2008, 2010, 2011, 2012, 2013 et  2014.
Outre ses compétences en matière d'organisation, Wolfgang Ullrich a la réputation d'être un homme affable et courtois. Il parle allemand (sa langue maternelle), anglais et français.
Wolfgang Ullrich possède un diplôme d'ingénierie automobile obtenu à l'Université de Vienne. Après ses études il rejoint Steyr-Daimler-Puch mais souhaitant travailler dans le sport automobile, il contacte Renault Sport qui lui fait une proposition d'embauche pour travailler dans l'écurie de F1 mais peu de temps après Renault sport retire son offre en raison des restrictions budgétaires imposées par la maison mère aux activités sportives. Il finit par rejoindre Porsche pour travailler sur le moteur TAG puis, après le retrait du constructeur allemand de la F1 fin 1987, sur les moteurs de série. À l'automne 1993, alors qu'il travaille chez Gillet,  il est contacté par Herbert Demel, ancien camarade d'université et directeur du département compétition d'Audi, Audi Sport, qui lui demande s'il veut le remplacer dans ses fonctions ce qu'il accepte immédiatement.
Le 5 novembre 2016, il annonce officiellement son départ à la retraite à la suite du retrait d'Audi en championnat du monde d'endurance FIA (WEC) après 23 ans à la tête d'Audi Sport. 